# Medinospila nigella
Medinospila nigella là một loài ruồi trong họ Tachinidae.